# U.S. Post Office Beverly Main
Das U.S. Post Office Beverly Main ist ein historisches Gebäude des heutigen United States Postal Service (bis 1971 United States Post Office Department) in Beverly, Massachusetts. Das heute immer noch als Postamt genutzte Bauwerk ist seit 1986 im National Register of Historic Places eingetragen und ist seit 2014 zugleich Contributing Property zum Beverly Depot-Odell Park Historic District.

## Architektur
Das von 1910 bis 1912 aus Ohio-Sandstein errichtete Gebäude befindet sich in sehr gutem Zustand. Das Postamt ist mittig im vorderen Teil des Grundstücks platziert, mit seitlichen Fahrzeugwendeflächen, die über die Seitenstraßen erreichbar sind. Dreizehn breite Granitstufen mit Mauern, die eiserne Laternenmasten tragen, markieren den Haupteingang. Die vordere (nordwestliche) Fassade besteht im mittleren Bereich aus einem siebenteiligen Pavillon mit Eingangshalle. Sechs toskanische Säulen tragen das schmucklose Gebälk der Loggia mit einem Zahnschnitt-Gesims, das die gesamte ursprüngliche Struktur umgibt.
Die Unterseite des Portikus besteht aus einer Reihe von Sandsteinträgern mit eingelassenen Stuckplatten. Die zurückgesetzte Wand der Eingangshalle zeigt eine sorgfältige Anordnung großer Kastenfenster, getrennt durch Sandstein-Pilaster. Ein massives Sandstein-Brüstungsgesims krönt den Hauptportikus, mit rechteckigen Paneelen, die das Fenster- und Säulenraster darunter wiederholen. Die Vorderfassade wird von drei Dachgauben abgeschlossen, die aus dem nun verschindelten Satteldach hervorragen. Der Dachreiter besitzt ein offenes, achteckiges Holzgeländer mit Urnen und einen offenen Glockenturm aus Holzsäulen mit parkettiertem Plafond, gekrönt von einer vergoldeten Kupferkuppel.

## Historische Bedeutung
In unmittelbarer Nachbarschaft zum Odell Park und zum Bahnhof ist das Hauptpostamt von Beverly ein bedeutendes Wahrzeichen der Stadt. Es ist architektonisch bedeutsam als ein Bundesgebäude, das die Bau- und Gestaltungskonzepte des U.S.-Finanzministeriums zu Beginn des 20. Jahrhunderts repräsentiert. Darüber hinaus ist es von Bedeutung als eines der späteren Werke während der Amtszeit von James Knox Taylor als „U.S. Supervising Architect“. Individualität im Entwurf, hochwertige Materialien und symbolischer Gehalt waren die Markenzeichen der während Taylors Amtszeit errichteten Postämter, deren Anzahl er von 399 im Jahr 1899 auf 1.126 im Jahr 1912 steigerte.
Die meisten Postämter außerhalb großer Städte wurden nach 1904 innerhalb des Finanzministeriums entworfen. Beispiele für Taylors Werke sind unter anderem US-Regierungsgebäude auf der Trans-Mississippi-Ausstellung (1897) und der Louisiana Purchase Exposition (1904–05). Zu Taylors Postämtern im Raum Boston gehörten die Gebäude in Brockton (1898), Fitchburg (1901), Lawrence (1905) und Chelsea (1912). Nach 1912 wurde Taylor Direktor der Abteilung für Architektur am Massachusetts Institute of Technology.
Stilistisch ist das Hauptpostamt von Beverly eine ungewöhnliche und äußerst gelungene Verbindung klassischer Traditionen mit dem Colonial-Revival-Stil. Die Hauptfassade wird von einer monumentalen Loggia mit toskanischen Säulen dominiert. Das von einer Kuppel bekrönte Satteldach mit drei Gauben im Colonial-Revival-Stil verleiht dem Bau einen wohnlichen Charakter, der im Kontrast zur Gestaltung der Hauptfassade steht. Der verwendete Sandstein aus Ohio und die Gestaltung des Sockels aus Chelmsford-Granit veranschaulichen Taylors Befürwortung, beim Bau von Postämtern ausschließlich hochwertige Materialien zu verwenden. Dies schlug sich auch in den Baukosten in Höhe von 75.000 Dollar (heute ca. 2.555.000 Dollar bzw. 2.190.000 Euro) nieder. Nach 1915, als das Design von Regierungsgebäuden weniger individuell und stärker auf Wirtschaftlichkeit und Standardisierung ausgerichtet wurde, bemühte man sich verstärkt um die Nutzung lokaler Baumaterialien anstelle teurer Importsteine.